# مکسفازها
مکس فازها موادی لایه‌ای با ساختار شش ضلعی تشکیل شده از کاربید و نیترید هستند که فرمول کلی Mn+1AXn را دارند. در این فرمول M معرف فلزات انتقالی (فلزات در سمت چپ قسمت مرکزی جدول تناوبی) است؛ و A نشان دهندهی عناصرگروه‌های ۱۲ الی ۱۶ جدول تناوبی (قسمت راست جدول تناوبی) بوده و حرف X معرف دو عنصر کربن یا نیتروژن است. با توجه به مقدار n به سه دسته۲۱۱٬۳۱۲ و۴۱۳ تقسیم می‌شوند مکس فازها که دارای ساختار بلوری هگزاگونال می‌باشند.

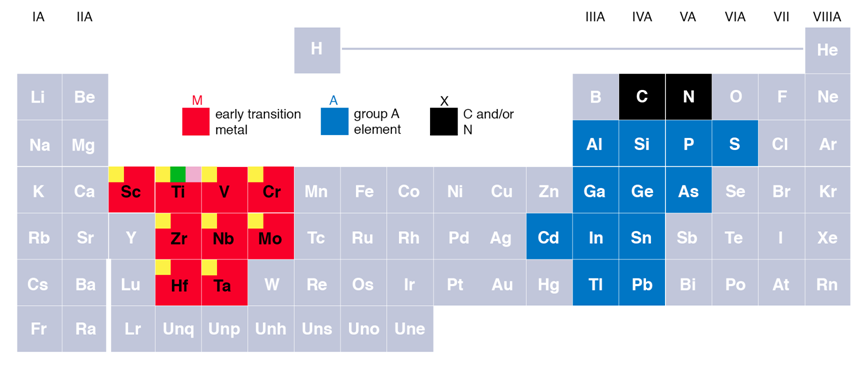
عناصری که در جدول تناوبی که با هم واکنش داده و مکس فازها را تشکیل می‌دهند. مربع‌های قرمز نشان دهنده عناصر M، آبی عناصر A هستند. سیاه X یا C و / یا N است.

## تاریخچه
دسته جدیدی از مواد هستند که اولین بار در در دهه ۱۹۶۰ توسط نووتنی و همکارانش تحت عنوان مواد فاز H به دنیا معرفی شدند اوج شکوفایی این مواد در اواسط سال ۱۹۹۰ رخداد، هنگامی که بارسوم و همکارانش نمونه نسبتاً خالصی از این مواد را که ترکیبی از خواص سرامیکها و فلزات داشت، سنتز کردند. سال ۱۹۹۶، بارسوم و ال راغی برای اولین بار مکس فاز Ti3SiC2 کاملاً متراکم را سنتز کردند و مشخص کردند که دارای ترکیبی از برخی از بهترین خواص فلزات و سرامیک‌های مهندسی است. در سال ۲۰۲۰، Mo4VAlC4 منتشر شد، اولین گسترش عمده تعریف خانواده در بیش از بیست سال است.

## سنتز
سنتز ترکیب‌های مکس فاز سه تایی و کامپوزیت‌ها با روش‌های مختلفی از جمله: سنتز احتراقی خود گستر دما بالا، رسوبدهی شیمیایی از فاز بخار، رسوبدهی فیزیکی بخار در دما و نرخ شار مختلف ، سنتز قوس پلاسما، پرس ایزواستاتیک گرم، پرس گرم،سنتز به روش رخنه دهی و سنتز بدون فشار، آلیاژسازی مکانیکی و واکنش در نمک مذاب محقق شده‌است.

## خواص
این کاربیدها و نیتریدها دارای ترکیبی غیرمعمول از خصوصیت‌های شیمیایی، فیزیکی، الکتریکی و مکانیکی هستند که ویژگی‌های فلزی و سرامیکی را تحت شرایط مختلف نشان می‌دهند. به طوری که از یکسو رفتارهای فلزی نظیر رسانایی گرما، رسانایی الکتریکی، تغییر فرم در دماهای بالا و قابلیت ماشینکاری را از خود بروز داده و از سوی دیگر مانند سرامیک‌ها خواصی مانند مقاومت به شوک حرارتی، دیرگدازی، مقاومت در برابر اکسیداسیون و ضریب انبساط حرارتی پایین دارند این مواد تاکنون به شکلهای مختلف اعم از پودر، مواد بالک، پوشش، لایه نازک و فومهای فلزی تولید شده‌اند، ترکیبی، از خواص سرامیکها و فلزات را به‌طور همزمان از خود بروز می‌دهند آنها مانند سرامیکها دارای دانسیته پایین، ضریب انبساط حرارتی کم، مدول الاستیک بالا و استحکام زیاد هستند و مثل فلزات هدایت الکتریکی و حرارتی خوب، مقاومت بالا به شوک حرارتی و قابلیت ماشین کاری مناسبی دارند این خواص از ساختار لایه ای و پیوند کووالانسی و فلزی مکس فازها سرچشمه می‌گیرد. این خصوصیت‌های می‌تواند مربوط به ساختار الکترونیکی و پیوند شیمیایی موجود در مکس فاز باشد. می‌توان آن را به عنوان تغییر دوره ای مناطق دارای تراکم الکترون بالا و پایین توصیف کرد. این اجازه را می‌دهد تا برای طراحی سایر نانو آمین‌ها بر اساس شباهتهای ساختار الکترونیکی، مانند Mo2BCو PdFe3N.

### الکتریکی
مکس فازها به دلیل خاصیت اتصال فلزی مانندشان از نظر الکتریکی و گرمایی هدایت می‌شوند. بیشتر مکس فازها رساناهای الکتریکی و حرارتی بهتری نسبت به Ti هستند. این نیز مربوط به ساختار الکترونیکی است.

### فیزیکی
در حالی که مکس فازها سفت هستند، می‌توان آنها را به آسانی برخی فلزات ماشین کاری کرد. علی‌رغم این واقعیت که برخی از آنها سه برابر سفتتر از فلز تیتانیوم و با تراکم یکسان تیتانیوم هستند، می‌توان همه آنها را با استفاده از اره برقی دستی ماشین کاری کرد. همچنین می‌توان آنها را به دلیل هدایت الکتریکی عالی در برابر جلای فلزی صیقل داد. آنها در معرض شوک حرارتی نیستند و در برابر آسیب تحمل می‌کنند. برخی مانند Ti2AlC و Cr2AlCدر برابر اکسیداسیون و خوردگی مقاوم هستند. Ti3SiC2 پلی کریستالی دارای قدرت حرارتی صفر است، این ویژگی با ساختار الکترونی ناهمسانگرد آنها ارتباط دارد.

### مکانیکی
مکس فازها به عنوان یک کلاس معمولاً در دمای بالا سفت، سبک و پلاستیکی هستند. به دلیل ساختار اتمی لایه ای این ترکیب‌های، برخی مانند Ti3SiC2 و Ti2AlC در برابر خزش و خستگی مقاوم هستند؛ و مقاومت خود را در دماهای بالا حفظ می‌کنند.در طی آزمایشهای مکانیکی، مشخص شده‌است که سیلندرهای پلی کریستالی Ti3SiC2 می‌توانند در دمای اتاق، تا تنشهای 1 GPa، بارها و بارها فشرده شوند و با از بین بردن بار، ضمن اتلاف ۲۵٪ انرژی، کاملاً بهبود یابند. با توصیف این خصوصیت‌های مکانیکی منحصر به فرد مکس فازها بود که مواد جامد غیرخطی پیچ خوردگی را کشف کرد.

## کاربرد
- نسوزهای مقاوم در برابر شوک حرارتی[۱۵]
- جایگزینی برای گرافیت در دمای بالا
- المنت حرارتی
- بلبرینگ‌های فویل دار با درجه حرارت بالا و سایر کاربردهای تریبولوژیکی
- قطعه‌های مقاوم در برابر تابش نوترون برای کاربردهای هسته ای
- نازل‌های مشعل گاز
- ابزار برای حفاری خشک بتن[۱۶]
- وسایل نچسب برای آشپزخانه
- استفاده در صنعت هسته ای
- دستگاه‌های احتراق[۱۷]